# The Adventures of Ichabod and Mr. Toad
The Adventures of Ichabod and Mr. Toad (Dos personajes fabulosos en Hispanoamérica y La leyenda de Sleepy Hollow y el Señor Sapo en España) es un largometraje animado de 1949, producido por Walt Disney y distribuido por RKO Radio Pictures. Es la undécima película en el canon de Walt Disney Animation. Es considerado como una "película-paquete", como Fantasía, Saludos amigos, Los tres caballeros, Música maestro, Fun and Fancy Free y Melody Time, que los estudios Disney realizaron durante la década de 1940 como resultado de la difícil situación que atravesaron tras la Segunda Guerra Mundial. Está compuesto por dos cortos, El Señor Sapo y La leyenda de Sleepy Hollow. Es el último proyecto de este tipo, antes del estreno de La Cenicienta en 1950. Fue estrenada en Estados Unidos el 5 de octubre de 1949. En España no se estrenó como largometraje, sino que los cortos fueron lanzados de forma independiente, ambos manteniendo el doblaje de Hispanoamérica, distribuyéndose de dicha forma hasta 2017, cuando comenzó a distribuirse en plataformas de streaming el largometraje completo con doblaje propio del país. En 1950, ganó el Globo de Oro en la categoría de Mejor fotografía en color.

## Argumento
Los segmentos de la cinta están vinculados por un narrador que señala a sus protagonistas como excepcionales, poniéndolos por encima de otros personajes muy particulares de la literatura en inglés. Este elemento de la cinta se usa para la introducción, el intermedio entre los dos cortos, y el final. Se emplean imágenes de una biblioteca que la cámara recorre hasta encontrar los ejemplares de las obras en las que se basan los cortos.
- El Señor Sapo (The Wind in the Willows): Basado en la novela de Kenneth Grahame, El viento en los sauces, cuenta la historia del despreocupado propietario de Toad Hall, el señor J. Thaddeus Sapo, que se preocupa más de sus manías por comprar cosas que de cuidar su fortuna, hasta el punto de que cuando tiene ganas de tener un automóvil, le compra uno a unas comadrejas a cambio de Toad Hall. Pero cuando se descubre que el coche que compró era robado, lo llevan a juicio y lo condenan a prisión. Cuando Angus MacBadger, el encargado del cuidado de Sapo, descubre que las comadrejas lo planearon todo desde el principio, Thaddeus, que escapa disfrazado de mujer y regresa a casa después de una persecución de la policía a bordo de un tren, junto con Mac, y sus amigos Rata y Topo, intentan recuperar de nuevo los papeles de su propiedad. Tras ingresar a Toad Hall y recuperar el documento que prueba la inocencia de Sapo y la culpabilidad de las comadrejas, Sapo recupera su libertad.
- La leyenda de Sleepy Hollow (The Legend of Sleepy Hollow): Basado en la novela de Washington Irving, La leyenda de Sleepy Hollow, el segmento cuenta la historia de Ichabod Crane, quien un día de otoño es nombrado maestro de la aldea de Sleepy Hollow. Allí conoce a Katrina Van Tassel, de quien inmediatamente se enamora. El Hueso, el bruto de la ciudad, también la ama. Al verse rechazado, el Hueso decide vengarse de Ichabod, al contarle la leyenda aterradora del Jinete sin cabeza para la noche de Halloween. Tras la fiesta, Ichabod debe volver a casa, a través del bosque, donde de hecho el caballero sin cabeza trata de cortar la suya, dando lugar a una frenética persecución.

## Reparto

### Voces de
- Bing Crosby como Ichabod Crane, El Hueso y Narrador (La Leyenda de Sleepy Hollow).
- Basil Rathbone como Narrador (El Señor Sapo).
- Eric Blore como J. Thaddeus Sapo: el fanfarrón y volátil dueño de Toad Hall, que es propenso a las manías salvajes.
- J. Pat O'Malley como Cirilo Mientepoco: el alegre y excéntrico caballo de Sapo.
- John McLeish como Fiscal: El fiscal de distrito que procesa a Toad en el juicio.
- Colin Campbell como Topo: el devoto amigo íntimo de Sapo.
- Campbell Grant como El tejón Mac: el práctico amigo de Sapo y contador en Toad Hall.
- Claud Allister como Señor Rata: el amigo íntimo y meticuloso de Sapo.
- Los Rhythmaires como Coro principal.

Además, tanto a Oliver Wallace como a Alec Harford se les atribuye como la voz de Winkie, un camarero astuto y traicionero que se aprovecha de la manía de Sapo por los motores para conseguir a Toad Hall. Wallace también proporciona el sonido del silbato de Ichabod Crane en la escena de la persecución final, con el grito del personaje hecho por Pinto Colvig. Harford también presta su voz como el cartero y el carcelero en la Torre de Londres. Leslie Denison presta su voz como la juez a cargo del juicio de Sapo. Edmond Stevens presta su voz como el policía. James Bodrero, Leslie Denison, Edmond Stevens y John McLeish proporcionan las voces de las comadrejas, una banda de delincuentes de poca monta y los secuaces de Winkie. Billy Bletcher proporciona las risas del Jinete sin cabeza.

## Doblaje
El doblaje en español (1950) estuvo a cargo del director y actor de doblaje Edmundo Santos. Este doblaje es usado y distribuido en todos los países de habla hispana. En 2018, en España, se hizo un redoblaje de la película para su emisión en Movistar+ y Disney+
| Personaje                   | Voz original    | Doblaje original   | Redoblaje          | Doblaje                         |
| El Señor Sapo               | El Señor Sapo   | El Señor Sapo      | El Señor Sapo      | El Señor Sapo                   |
| --------------------------- | --------------- | ------------------ | ------------------ | ------------------------------- |
| J. Thaddeus Toad «Sapo»     | Eric Blore      |                    | Raúl Aldana        | Eduardo Bosch                   |
| Cirilo Mientepoco           | J. Pat O'Malley | Florencio Castelló | Alfonso Obregón    | Abraham Aguilar                 |
| Angus MacTejón (Sr. Mack)   | Campbell Grant  | Florencio Castelló | Arturo Casanova    | Rafael Azcárraga                |
| Sr. Rata                    | Claud Allister  | Víctor Ramírez     | Raúl de la Fuente  | Eduardo del Hoyo                |
| Topp                        | Colin Campbell  | Víctor Ramírez     | Arturo Mercado     | Jesús Carrasco                  |
| Fiscal                      | John McLeish    | Víctor Ramírez     | Blas García        | Pedro Tena                      |
| Juez                        | Leslie Denison  | Manuel de Juan     | Esteban Siller     | Vicente Gil                     |
| Winkie                      | Alec Harford    |                    | Humberto Solórzano | Jon Ciriano                     |
| Comadreja #1                | Leslie Denison  |                    | Herman López       | Juan Enrique Palacios Fernández |
| Comadreja #2                | Edmond Stevens  |                    | Esteban Siller     |                                 |
| Narrador                    | Basil Rathbone  | Jorge Reyes        | Moisés Palacios    | Fernando de Luis                |
| La leyenda de Sleepy Hollow |                 |                    |                    |                                 |
| Ichabod Crane               | Bing Crosby     | Germán Valdés      | N/A                | Antonio Villar                  |
| Fornido Hueso               | Bing Crosby     | Germán Valdés      | N/A                | Roberto Encinas                 |
| Jinete Sin Cabeza           | Billy Bletcher  | Germán Valdés      | N/A                |                                 |
| Narrador                    | Bing Crosby     | Germán Valdés      | N/A                | Antonio Villar                  |

### Voces adicionales (España)
- Antonio Cremades - Letrado
- Nacho Aramburu - Alguacil
- Yolanda Portillo - Coros
- Celia Vergara - Coros
- Miguel Morant - Coros
- D. Juan - Coros
- Juan Enrique Palacios Fernández
- Jordi Galán Torregrosa
- Carmen Podio
- Miguel Ángel Muro
- Vicente Gil

## Banda sonora

### El Señor Sapo
Todas las letras de las canciones están escritas por Larry Morey y Ray Gilbert. Toda la música está compuesta por Frank Churchill y Charles Wolcott.
| N.º | Título en inglés   | Título en español        | Intérpretes                  |
| --- | ------------------ | ------------------------ | ---------------------------- |
| 1   | «The Merrily Song» | «La canción alegre»      | Eric Blore y J. Pat O'Malley |
| 2   | «Auld Lang Syne»   | «Viejos tiempos pasados» | Coro                         |

### Las aventuras de Ichabod
Todas las pistas musicales están escritas por Don Raye y Gene de Paul.
| N.º | Título en inglés        | Título en español      | Intérpretes                            |
| --- | ----------------------- | ---------------------- | -------------------------------------- |
| 1   | «Ichabod Crane»         | «Ichabod Crane»        | Bing Crosby y Jud Conlon's Rhythmaires |
| 2   | «Katrina»               | «Katrina»              | Bing Crosby y Jud Conlon's Rhythmaires |
| 3   | «The Headless Horseman» | «El jinete sin cabeza» | Bing Crosby y Jud Conlon's Rhythmaires |